# Václav Černý (Literaturwissenschaftler)

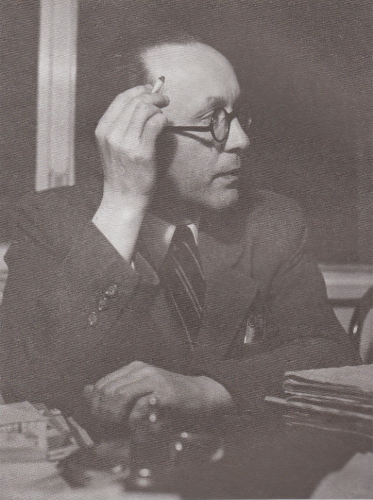
Václav Černý 1942

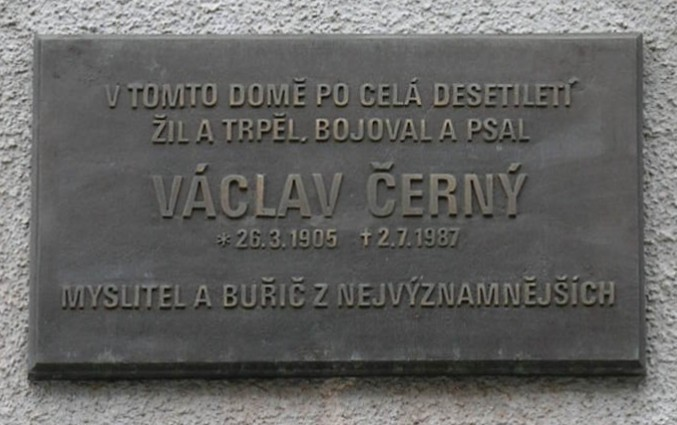
Gedenktafel für Václav Černý in Prag-Bubenec, Zelena ulice

Václav Černý (* 26. März 1905 in Jizbice bei Náchod, Österreichisch-ungarische Monarchie; † 2. Juli 1987 in Prag, Tschechoslowakei) war ein tschechischer Literaturwissenschaftler, Komparatist, Romanist, Hispanist und Übersetzer.

## Leben
Václav Černý war der zweitgeborene Sohn des gleichnamigen Václav Černý (1862–1941) und der Františka, geborene Ježková. Von 1916 bis 1921 besuchte er das Náchoder Gymnasium und anschließend das Lycée Carnot in Dijon, wo er 1924 das Baccalauréat ablegte. Anschließend studierte er bis 1929 Bohemistik, Romanistik und Philosophie an der Prager Karls-Universität. 1930 arbeitete er als Sekretär am Institut für Slavistik (Institut des études slaves) an der Universität Genf, wo er ab 1931 Vergleichende Literaturwissenschaft lehrte und sich mit der Schrift „Bergson, la jeune poésie des peuples latins et le ‚Poétisme‘ tchèque“ habilitierte. 1934 kehrte er nach Prag zurück und unterrichtete zunächst an Mittelschulen. Danach war er Dozent für Romanistik an der Karls-Universität, wo er 1936 mit der Schrift „Essai sur le titanisme dans la poésie romantique occidentale entre 1815 et 1850“ habilitierte; daneben lehrte er ab 1938 jeweils an zwei Wochentagen Romanistik an der Masaryk-Universität in Brünn. Ebenfalls 1938 gründete er den „Kritický měsíčník“ (Kritisches Monatsheft). Die Hochschultätigkeit wurde am 1. November 1939 durch die Sonderaktion Prag beendet, mit der die tschechischsprachigen Hochschulen von der deutschen Besetzung des Protektorats geschlossen wurden. Während der Kriegsjahre unterrichtete Černý am Realgymnasium in Prag. Da er sich der Widerstandsgruppe Parsifal angeschlossen hatte, wurde er am 11. Januar 1945 von der Gestapo verhaftet und bis Kriegsende im Gefängnis Pankrác gefangen gehalten.
Nach Kriegsende 1945 kehrte er als Professor für Vergleichende Sprachwissenschaft und Literatur an die Karls-Universität zurück. Zugleich übernahm er wiederum die Herausgabe des „Kritický měsíčník“. Ebenfalls 1945 führte er eine Delegation einiger tschechischer Bürger aus dem bis dahin deutschen Böhmischen Winkel zu Präsident Edvard Beneš nach Prag an, die das Ziel verfolgte, dieses Grenzgebiet an die Tschechoslowakei anzuschießen. 1946 wurde er als Mitglied in die Tschechische Akademie der Wissenschaften und Künste gewählt. Im gleichen Jahr wurde ihm das Tschechoslowakische Kriegskreuz verliehen, und die Universität Montpellier verlieh ihm die Ehrendoktorwürde. 1947 veröffentlichte er die Sammlung „Dílo Jiřího Ortena“.
Nach der Machtübernahme durch die Kommunistische Partei im Februar 1948 kam es schon bald zu Auseinandersetzungen mit Agitatoren der KSČ, da sich Černý in seinen Vorlesungen und Beiträgen für die Freiheit von Bildung und Kunst einsetzte, die unabhängig von parteipolitischen Ideologien bleiben sollten. Danach durfte der „Kritický měsíčník“ nicht mehr erscheinen, auch nicht das druckfertige zweite Heft zum Existenzialismus.
1951 musste Václav Černý die Universität verlassen und wurde wiederum inhaftiert. Nach seiner Freilassung ohne Verurteilung im März 1953 arbeitete er in untergeordneter Stellung an der 1952 gegründeten Tschechoslowakischen Akademie der Wissenschaften, wo er  eingeschränkt forschen durfte, jedoch nicht veröffentlichen. Später konnte er in Fachzeitschriften – auch ausländischen – publizieren. Ab 1960 arbeitete er im Archiv der Akademie der Wissenschaften, für das er u. a. Handschriften aus staatlichen Bibliotheken und verstaatlichen Klöstern und Schlössern identifizierte und katalogisierte. Bei dieser Tätigkeit entdeckte er in der Kuenburg-Schlossbibliothek von Mladá Vožice eine bis dahin unbekannte, beinahe 300 Jahre alte Handschrift des Dramas „El gran duque de Gandía“. Obwohl es anonym verfasst war und bis dahin nicht gedruckt wurde, konnte Černý als Autor Pedro Calderón de la Barca nachweisen. Das Theaterstück entstand 1671 zu den Feierlichkeiten anlässlich der Heiligsprechung des Jesuiten Francisco de Borja. Nach dem Fund bereitete Černý die spanisch verfasste Handschrift für den Druck und die Herausgabe durch die Akademie der Wissenschaften vor. Für die Einleitung, die Anmerkungen und das Glossar benutzte er das Französische. Das Werk erschien 1963 im Prager Akademieverlag unter dem Originaltitel in einer Auflage von 3000 Exemplaren. 1964 durfte Černý in Wien einen Vortrag über „Das unbekannte Weltdrama Calderóns“ halten, der 1965 in der theaterwissenschaftlichen Zeitschrift „Maske und Kothurn“ erschien. Am 24. Mai 1966 wurde das Drama im Rahmen der Wiener Festwochen unter dem veränderten Titel „Die Welt ist Trug“ uraufgeführt. Regie und Bearbeitung: Ulrich Baumgartner.
1965 wurde Černý als auswärtiges Mitglied in die Königliche Spanische Akademie der Wissenschaften berufen. Nach dem Prager Frühling durfte er im Herbst 1968 seine frühere Tätigkeit als Hochschullehrer an der Karlsuniversität fortsetzen, musste diese aber 1970 wegen Zwangspensionierung wieder verlassen. Seine 1970 gedruckten Erinnerungen „Křik Koruny české“ mit dem Untertitel Náš kulturní odboj za války 1938–1940 wurden verboten und liquidiert. Anschließend wurde er wieder von der Staatssicherheit überwacht. Seine Werke wurden nur noch im Ausland veröffentlicht, u. a. im Verlag 68 Publishers, der 1971 vom Náchoder Schriftsteller Josef Škvorecký in Toronto gegründet worden war und zahlreiche Werke zeitgenössischer tschechischer Autoren veröffentlichte. Zu einer Zusammenarbeit kam es mit der Tageszeitung „Lidová demokracie“, die ihm ermöglichte, literarische Aufsätze zu publizieren. 1977 gehörte Černý zu den Unterzeichnern der Charta 77. Nach der Samtenen Revolution 1991 wurde er postum mit dem Tomáš-Garrigue-Masaryk-Orden ausgezeichnet.
Václav Černý war mit Miloslava Černá verheiratet. Das Familiengrab befindet sich am Friedhof in Prag–Strašnice.

## Werke (Auswahl)
- Staroplzeňský boj za právo, 1941
- Boje a směry socialistické kultury, 1946
- Osobnost, tvorba a boj, 1947
- Staročeská milostná lyrika, 1948
- Knížka o Babičce, 1963
- L' Apothéose de Pierre le Grand etc, 1964
- Les manuscrits néolatins de la bibliothèque du Musée National de Prague, 1964
- Kéž hoří popel můj, 1967
- Studie ze starší světové literatury, 1969
- Studie a eseje z moderní světove literatury, 1969
- Jaroslav Seifert: náčrt k portrétu, 1984
- O povaze naší kultury, 1991
- První a druhý sešit o existencialismu, 1992
- Paměti (Lebenserinnerungen)
  - Band 1: 1921–1938, Verlag Atlantis, Brno 1994, ISBN 80-7108-072-1
  - Band 2: „Křik koruny české“ – 1938–1945, Verlag Atlantis, Brno 1992, ISBN 80-7108-059-4
  - Band 3: 1945–1972, Verlag Atlantis, Brno 1992, ISBN 80-710-8036-5

### Veröffentlicht im VerlagSixty-Eight Publishers(Auswahl)
- Paměti – Pláč Koruny české, Toronto 1977, ISBN 088781-098-5
- Paměti, Toronto 1982, ISBN 088781-126-4
- Paměti, Toronto 1983, ISBN 088781-098-5
- Knížka o Babičce a její autorce [Über den Roman Babička und seine Autorin], 1982